# 鍵田真由美
鍵田 真由美（かぎた まゆみ、1965年8月25日 - ）は日本のフラメンコ舞踊家、振付家。東京都生まれ。2004年、文化庁芸術祭大賞を受賞。

## 人物
6歳よりモダンダンスをはじめ、クラシックバレエ、ジャズダンスなど舞踊全般の研鑽を重ねる。日本女子体育短期大学・舞踊科在学中にフラメンコと出会い、佐藤桂子、山崎泰に師事。佐藤・山崎スペイン舞踊団員として、数多くの舞台を踏む。
1990年河上鈴子スペイン舞踊新人賞受賞。1991年、同舞踊団を退団しスペインに渡る。1992年、スタジオARTE Y SOLERAを開設。
1993年アントニオ・エル・トレオを迎え、初の創作作品『AY, LEJANO...』を発表し、舞台デビュー。
1998年、能とコラボレートした『レモン哀歌〜智恵子の生涯〜』で文化庁芸術祭新人賞を受賞。以降『マゼンタの森』『ブルーに染まる夢 〜邯鄲より想を得て』等、創作フラメンコ作品を次々に発表。
2001年、阿木燿子プロデュース・作詞、宇崎竜童音楽監修・作曲『FLAMENCO曽根崎心中』に主演、文化庁芸術祭優秀賞を受賞。
2004年『ARTE Y SOLERA 歓喜』で文化庁芸術祭大賞を受賞。
2006年、Newsweek日本版の「世界が尊敬する日本人100人」に選出された。
2012年 清水みなと祭り「かっぽれ・フラメンコ」（作詞：阿木燿子 作曲：宇崎竜童）佐藤浩希共同振付
2018年（平成30年）主演を努める『Ay曽根崎心中』では当時の天皇・皇后が鑑賞した。
「鍵田真由美・佐藤浩希フラメンコ舞踊団 ARTE Y SOELRA（アルテ イ ソレラ）」を主宰。

## 受賞歴
- 1990年 現代舞踊協会 河上鈴子スペイン舞踊新人賞[9]
- 1996年 ヨコハマ・コンペティション優秀賞
- 1997年 ヨコハマ・コンペティション最優秀賞・神奈川県知事賞
- 1998年 文化庁芸術祭新人賞（『レモン哀歌〜智恵子の生涯〜』に対して）[10]
- 1999年 音楽舞踊新聞「ベストダンサー」
- 2001年 音楽舞踊新聞「ベストダンサー」
- 2001年 文化庁芸術祭優秀賞（『FLAMENCO曽根崎心中』に対して）[11]
- 2004年 文化庁芸術祭大賞（『ARTE Y SOLERA 歓喜』に対して）[12]
- 2007年 平成18年度財団法人松山バレエ団第17回顕彰「芸術奨励賞」
- 2024年 第54回(2023年)舞踊批評家協会賞 本賞（『恋の焔炎』に対して）[13]
- 2025年 東京新聞制定第73回舞踊芸術賞[14]

## 海外公演
- 2004年3月9日 スペイン公演『SONEZAKI（FLAMENCO曽根崎心中）』フェスティバル・デ・ヘレス[15]
- 2005年11月12日 スペイン公演『DEL SOL NACIENTE AL COMPAS DE JEREZ』（日本で2004年10月に公演した『ARTE Y SOLERA 歓喜』のスペイン名）
- 2013年3月9日 スペイン公演『Amor Amor Amor!』フェスティバル・デ・ヘレス（日本で2012年12月に公演した『愛こそすべて〜完全版』のスペイン名）
- 2016年7月23日～26日 スペイン公演『カスティーリャ・ラ・マンチャ・ツアー』（トレド、クエンカ、アルカサル・デ・サンファンにて）[16]
- 2018年8月24日 Fiesta de La Bulería de Jerez 日西外交関係樹立150周年記念公演 ‘Jerez con Japón’[17]
- 2023年11月11日 スペイン公演『Arte, pasión y solera』（トレド・ロハス劇場）
- 2024年8月14日・15日 スペイン・マドリード 文化芸術フェスティバル"Veranos de la Villa" 『Arte, pasión y solera』（コンデ・ドゥケ文化センター内中央パティオ）[18]

## 外部舞台出演
- 2017年 藤間清継舞踊リサイタル『華継会』（国立劇場 小劇場） 長唄「二人静」特別出演
- 2018年 松竹 音楽劇『マリウス』（大阪松竹座）出演[19]
- 2021年 藤間清継舞踊リサイタル『華継会』（紀尾井ホール 小ホール）[20] 長唄「二人静」特別出演
- 2023年 吾妻会「アズマカブキ2023」（国立劇場 大劇場）[21] 出演
- 2023年 『舞踊・女形の会』（浅草公会堂） 長唄「二人静」出演

## 書籍
- 2000年 『踊る！身体づくり』 株式会社パセオ[22][23]
- 2001年 『つかむ！コンパス』 株式会社パセオ[22][24]
- 2002年 『魅せる!フラメンコ・アイテム』 株式会社パセオ[22][25]
- 2009年 『もっと情熱的に！ 魅せるフラメンコ 上達のポイント50』 メイツ出版[22]
- 2019年 『もっと情熱的に！ 魅せるフラメンコ 上達のポイント50 改訂版』 メイツ出版[22][26]